# Pseudoarcte albicollis
Pseudoarcte albicollis is een vlinder uit de familie spinneruilen (Erebidae). De wetenschappelijke naam is voor het eerst geldig gepubliceerd in 1955 door Clench.
De soort komt voor in tropisch Afrika.